# Брезовиця (община)
Община Брезовиця (словен. Občina Brezovica) — одна з общин в центральній Словенії. Адміністративним центром є місто Брезовиця-при-Любляні.

## Населення
У 2010 році в общині проживало 10985 осіб, 5450 чоловіків і 5535 жінок. Чисельність економічно активного населення (за місцем проживання), 4792 осіб. Середня щомісячна чиста заробітна плата одного працівника (EUR), 866,96 (в середньому по Словенії 966.62). Приблизно кожен другий житель у громаді має автомобіль (53 автомобілів на 100 жителів). Середній вік жителів склав 39,1 роки (в середньому по Словенії 41.6). 